# 에르투룰

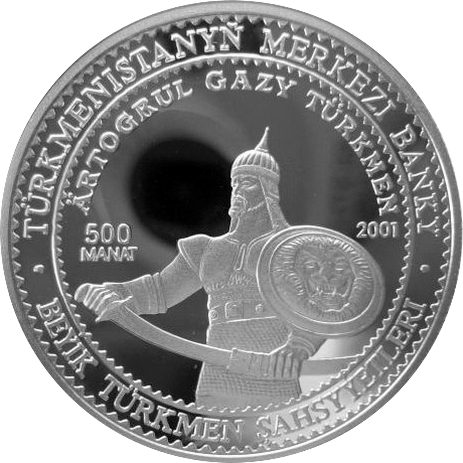

에르투룰(튀르키예어: Ertuğrul, 오스만 튀르크어: ارطغرل, ? ~ 1281년)은 오스만 제국 출신의 인물로, 오스만 1세의 아버지이다,

## 생애
오스만에서 전해져 내려오는 이야기에 따르면, 에르투룰은 오구즈 튀르크의 분파인 카이 족의 우두머리로 셀주크 튀르크가 비잔티움 제국의 공격에 맞서 전투에 나설 때 지원해준 덕분에 이 자리에 올랐다고 한다. 이후 에르투룰은 룸 술탄국의 알라 아드딘 카이 쿠바드 1세로부터 앙고라 (지금의 앙카라) 부근의 산악 지대인 카라카다 지방을 하사받았다. 일설로 셀주크의 수장이 에르투룰에게 영토를 하사한 이유는 비잔티움 제국이나 다른 적국으로부터 침략을 막기 위했던 것이라고 한다. 이후 에르투룰은 쇠귀트 마을과 그 주변 지방을 공격하여 마을을 자신의 영역으로 편입했다. 에르투룰은 쇠귀트에서 사망하고, 그의 아들인 오스만 1세는 쇠귀트를 오스만 제국의 수도로 삼았다. 에르투룰은 오스만 1세 외에도 두 아들을 더 두고 있었는데, 이들이 바로 사루 바투 사브지 베이와 귄뒤즈 베이다.